# Liste der Völker Togos
Diese Liste der Völker Togos führt alle Ethnien Togos mit deren gebräuchlichen und alternativen Bezeichnungen in alphabetischer Folge auf:

## A
- Adangbe, auch: (Dangbe, Adantonwi, Agotime, Adan)
- Adele, auch: (Gidire, Bidire)
- Adja
- Akaselem, auch: (Chamba)
- Akposo, auch: (Akposso, Kposo)
- Anii, auch: (Basila)
- Anufo, auch: (Chokosi, Chakosi, Kyokosi, Tchokossi, Tiokossi)
- Anyanga

## B
- Bago
- Bariba
- Bissa, auch: (Boussanga, Bisa, Buem, Busansi)

## D
- Dagomba, auch: (Dagbani, Dagbamba, Dagbane)

## E
- Ewe, auch: (Eibe, Ebwe, Eve, Evhe Efe, Eue, Vhe)

## F
- Fon
- Fulfulde

## G
- Gain, auch: (Amina)
- Gangam, auch: (Ngangan)
- Gurma, auch: (Migulimancema)

## H
- Hausa
- Hwe
- Hwla

## I
- Ife, auch: (Ana)
- Igo, auch: (Ahlon)

## K
- Kabiyé, auch: (Kabire, Cabrai, Kabure, Kabye, Cabrais)
- Kambole
- Karaboro
- Konkomba, auch: (Komba, Likpakpaln, Kpankpam, Kon Komba)
- Kpessi
- Kratsche, auch: (Krache, Krachi, Krakye, Kaakyi)
- Kusasi

## L
- Lama, auch: (Lamba)
- Lelemi, auch: (Lefana, Lafana, Buem)
- Logba

## M
- Mahi, auch: (Maxi-Gbe, Gbe, Maxi)
- Mamprusi, auch: (Mampruli, Mamprule, Ngmamperli, Manpelle)
- Mina, auch: (Ge)
- Moba, auch: (Moab)
- Mossi, auch: (Mooré, Mòoré)

## N
- Nawdm, auch: (Losso)
- Ntcham, auch: (Tobote, Ncham, Bassar, Basar, Bassari, Basari, Basare)
- Ntrubo, auch: (Ntribu)

## S
- Soruba, auch: (Biyobe)

## T
- Tamberma, auch: (Ditammari, Somba)
- Temba, auch: (Kotokoli, Tem, Cotocoli, Tim, Timu)

## W
- Waama, auch: (Yoabu)
- Watchi
- Wudu
- Yoruba